# Antidythemis trameiformis
Antidythemis trameiformis is een libellensoort uit de familie van de korenbouten (Libellulidae), onderorde echte libellen (Anisoptera).
De wetenschappelijke naam Antidythemis trameiformis is voor het eerst geldig gepubliceerd in 1889 door Kirby.